# Lista miniștrilor afacerilor externe în anul 2022
Lista miniștrilor afacerilor externe în anul 2022 se bazează pe Lista statelor lumii și pe Lista de teritorii dependente, așa cum sunt ele cunoscute de la 1 ianuarie 2022 pâna la 31 decembrie 2022.
Gruparea acestora s-a făcut pe baza statutului entitătii pe care o reprezintă după cim urmează State independente recunoscute cvasigeneral, State independente recunoscute parțial de comunitatea internațională, State independente nerecunoscute, Entități cu statut apropiat de cel de stat, Diviziuni administrative autonome,  Territorii nesuverane, autonome sau cu administrație specială și Guverne alternative și / sau în exil.
Ministrul afacerilor externe (numele oficial al funcției poate diferi de la stat la stat conform uzanțelor naționale) este acel membru al guvenului însărcinat cu aplicarea politicii externe a statului și asigurarea relațiilor cu alte state și organizații internaționale cu responsabilități executive. Un ministru al afacerilor externe poate asigura uneori și alte portofolii în cadrul unui guvern. Deoarece aceste portofolii nu prezintă interes pentru această listă, ele nu au fost prezentate.
Pot avea miniștri de externe și teritoriile autonome, fie ele diviziuni administrative sau teritorii dependente.

## State independente recunoscute cvasigeneral
| Statul                                   | Funcția | Numele                                                                                         | Începând cu                 |
| ---------------------------------------- | --- | ---------------------------------------------------------------------------------------------- | --------------------------- |
| Afganistan (vezi și : §10)               | Ministru al afacerilor externe                                                                                                  | mollah Amir Khan Muttaqi (interimar)                                                           | 7 septembrie 2021           |
| Africa de Sud                            | Ministru al relațiilor internaționale și cooperării                                                                             | Naledi Pandor                                                                                  | 29 mai 2019                 |
| Albania                                  | Ministru al afacerilor externe și europene                                                                                      | Olta Xhaçka                                                                                    | 31 decembrie 2020           |
| Algeria                                  | Ministru al afacerilor externe și cooperării internaționale                                                                     | Ramtane Lamamra                                                                                | 7 iulie 2021                |
| Andorra                                  | Ministru al afacerilor externe                                                                                                  | Maria Ubach Font                                                                               | 17 iulie 2017               |
| Angola                                   | Ministru al relațiilor externe                                                                                                  | Tete António                                                                                   | 6 aprilie 2020              |
| Antigua și Barbuda                       | Ministru al afacerilor externe                                                                                                  | E.P. Chet Greene                                                                               | 22 martie 2018              |
| Arabia Saudită                           | Ministru al afacerilor externe                                                                                                  | Faisal bin Farhan Al Saud                                                                      | 29 octombrie 2019           |
| Argentina                                | Ministru al afacerilor externe                                                                                                  | Santiago Cafiero                                                                               | 20 septembrie 2021          |
| Armenia                                  | Ministru al afacerilor externe                                                                                                  | Ararat Mirzoyan                                                                                | 19 august 2021              |
| Australia                                | Miniștri pentru afacerile externe (succesivi)                                                                                   | Penny Wong                                                                                     | 23 mai 2022                 |
| Australia                                | Miniștri pentru afacerile externe (succesivi)                                                                                   | Marise Payne                                                                                   | 28 august 2018              |
| Austria                                  | Ministru federal pentru afacerile externe și integrarea europeană                                                               | Alexander Schallenberg                                                                         | 6 decembrie 2021            |
| Azerbaidjan · (vezi și: § 3)             | Ministru al afacerilor externe                                                                                                  | Jeykhun Bayramov                                                                               | 16 iulie 2020               |
| Bahamas                                  | Ministru al afacerilor externe și imigrației                                                                                    | Fred Mitchell                                                                                  | 20 septembrie 2021          |
| Bahrain                                  | Ministru al afacerilor externe                                                                                                  | Abdullatif bin Rashid Al Zayani                                                                | 11 februarie 2020           |
| Bangladesh                               | Ministru al afacerilor externe                                                                                                  | Abulkalam Abdul Momen                                                                          | 6 ianuarie 2019             |
| Barbados                                 | Miniștri ai afacerilor externe (succesivi)                                                                                      | Kerrie Symmonds                                                                                | 26 octombrie 2022           |
| Barbados                                 | Miniștri ai afacerilor externe (succesivi)                                                                                      | Jerome Walcott                                                                                 | 27 mai 2018                 |
| Belarus (vezi și : § 10)                 | Miniștri ai afacerilor externe (succesivi)                                                                                      | Sergei Aleinik                                                                                 | 13 decembrie 2022           |
| Belarus (vezi și : § 10)                 | Miniștri ai afacerilor externe (succesivi)                                                                                      | funcție vacantă                                                                                | 26 noiembrie 2022           |
| Belarus (vezi și : § 10)                 | Miniștri ai afacerilor externe (succesivi)                                                                                      | Vladimir Makei                                                                                 | 20 august 2012              |
| Belgia · (vezi și : § 11)                | Miniștri ai afacerilor externe și europene (succesivi)                                                                          | Hadja Lahbib                                                                                   | 15 iulie 2022               |
| Belgia · (vezi și : § 11)                | Miniștri ai afacerilor externe și europene (succesivi)                                                                          | Sophie Wilmès                                                                                  | 1 octombrie 2020            |
| Belize                                   | Ministru al afacerilor externe                                                                                                  | Eamon Courtenay                                                                                | 13 noiembrie 2020           |
| Benin                                    | Ministru al afacerilor externe, integrării africane, francofoniei și beninezilor din străinătate                                | Aurélien Agbénonci                                                                             | 6 aprilie 2016              |
| Bhutan                                   | Ministru al afacerilor externe                                                                                                  | Tandi Dorji                                                                                    | 7 noiembrie 2018            |
| Birmania · (vezi și : § 10)              | Ministru al afacerilor externe                                                                                                  | Wunna Maung Lwin , (corevendicator ȋncepȃnd cu 2 martie 2021)                                  | 1 februarie 2021            |
| Bolivia                                  | Ministru al relațiilor externe                                                                                                  | Rogelio Mayta                                                                                  | 9 noiembrie 2020            |
| Bosnia și Herzegovina                    | Ministru al afacerilor externe                                                                                                  | Bisera Turković                                                                                | 23 decembrie 2019           |
| Botswana                                 | Ministru al afacerilor internaționale și cooperării                                                                             | Lemogang Kwape                                                                                 | 26 august 2020              |
| Brazilia                                 | Ministru al relațiilor externe                                                                                                  | Carlos Alberto França                                                                          | 29 martie 2021              |
| Brunei                                   | Ministru al afacerilor externe                                                                                                  | Hassanal Bolkiah (sultan și prim-ministru)                                                     | 22 octombrie 2015           |
| Brunei                                   | Ministru secund al afacerilor externe                                                                                           | Erywan Yusof                                                                                   | 31 ianuarie 2018            |
| Bulgaria                                 | Miniștri ai afacerilor externe (succesivi)                                                                                      | Nikolay Milkov                                                                                 | 2 august 2022               |
| Bulgaria                                 | Miniștri ai afacerilor externe (succesivi)                                                                                      | Teodora Genchovska                                                                             | 13 decembrie 2021           |
| Burkina Faso                             | Miniștri ai afacerilor externe, cooperării și burkinezilor din străinătate (succesivi)                                          | Olivia Rouamba                                                                                 | 5 martie 2022               |
| Burkina Faso                             | Miniștri ai afacerilor externe, cooperării și burkinezilor din străinătate (succesivi)                                          | funcție vacantă                                                                                | 24 ianuarie 2022            |
| Burkina Faso                             | Miniștri ai afacerilor externe, cooperării și burkinezilor din străinătate (succesivi)                                          | Rosine Sori-Coulibaly                                                                          | 13 decembrie 2021           |
| Burundi                                  | Ministru al relațiilor externe și cooperării                                                                                    | Albert Shingiro                                                                                | 28 iunie 2020               |
| Cambodgia                                | Ministru al Afacerilor Externe și Cooperării Internaționale                                                                     | Prak Sokhon                                                                                    | 4 aprilie 2016              |
| Camerun                                  | Ministru al relațiilor externe                                                                                                  | Lejeune Mbella Mbella                                                                          | 2 octombrie 2015            |
| Canada · (vezi și : § 11)                | Ministru al afacerilor externe                                                                                                  | Mélanie Joly                                                                                   | 26 octombrie 2021           |
| Capul Verde                              | Ministru al afacerilor externe                                                                                                  | Rui Figueiredo Soares                                                                          | 14 ianuarie 2021            |
| Cehia                                    | Ministru al afacerilor externe                                                                                                  | Jan Lipavský                                                                                   | 17 decembrie 2021           |
| Centrafricană, Republica                 | Ministru al afacerilor externe, integrării africane, francofoniei și centrafricanilor din străinătate                           | Sylvie Baïpo-Temon                                                                             | 14 decembrie 2018           |
| Chile                                    | Miniștri ai afacerilor externe (succesivi)                                                                                      | Antonia Urrejola                                                                               | 11 martie 2022              |
| Chile                                    | Miniștri ai afacerilor externe (succesivi)                                                                                      | Carolina Valdivia (interimară)                                                                 | 6 februarie 2022            |
| Chile                                    | Miniștri ai afacerilor externe (succesivi)                                                                                      | Andrés Allamand                                                                                | 28 iulie 2020               |
| China (vezi și : § 2, și § 10)           | Miniștri ai afacerilor externe (succesivi)                                                                                      | Qin Gang                                                                                       | 30 decembrie 2022           |
| China (vezi și : § 2, și § 10)           | Miniștri ai afacerilor externe (succesivi)                                                                                      | Wang Yi                                                                                        | 16 martie 2013              |
| Ciad                                     | Miniștri ai afacerilor externe, integrării africane și cooperării internaționale (succesivi)                                    | Mahamat Saleh Annadif                                                                          | 14 octombrie 2022           |
| Ciad                                     | Miniștri ai afacerilor externe, integrării africane și cooperării internaționale (succesivi)                                    | Chérif Mahamat Zene                                                                            | 4 mai 2021                  |
| Cipru · (vezi și : § 2)                  | Miniștri ai afacerilor extene (succesivi)                                                                                       | Ioannis Kasoulides                                                                             | 11 ianuarie 2022            |
| Cipru · (vezi și : § 2)                  | Miniștri ai afacerilor extene (succesivi)                                                                                       | Nikos Christodoulidis                                                                          | 1 martie 2018               |
| Coasta de Fildeș                         | Ministru al afacerilor externe                                                                                                  | Kandia Camara                                                                                  | 6 aprilie 2021              |
| Columbia                                 | Miniștri ai relațiilor externe (succesivi)                                                                                      | Álvaro Leyva                                                                                   | 7 august 2022               |
| Columbia                                 | Miniștri ai relațiilor externe (succesivi)                                                                                      | Marta Lucía Ramírez (vicepreședintă)                                                           | 19 mai 2021                 |
| Comore                                   | Ministru al relațiilor externe, cooperării internaționale și comorienilor din străinătate                                       | Dhoihir Dhoulkamal                                                                             | 28 septembrie 2020          |
| Congo, Republica                         | Ministru al afacerilor externe, cooperării și congolezilor din străinătate                                                      | Jean-Claude Gakosso                                                                            | 10 august 2015              |
| Congo, Republica Democrată               | Ministru aI afacerilor externe și integrării regionale                                                                          | Christophe Lutundula                                                                           | 27 aprilie 2021             |
| Coreea, Republica                        | Miniștri ai afacerikor externe (succesivi)                                                                                      | Park Jin                                                                                       | 12 mai 2022                 |
| Coreea, Republica                        | Miniștri ai afacerikor externe (succesivi)                                                                                      | Chung Eui-yong                                                                                 | 9 februarie 2021            |
| Coreeană, R.P.D.                         | Miniștri ai afacerilor externe (succesivi)                                                                                      | Choe Son-hui                                                                                   | 11 iunie 2022               |
| Coreeană, R.P.D.                         | Miniștri ai afacerilor externe (succesivi)                                                                                      | Ri Son-gwon                                                                                    | 19 ianuarie 2020            |
| Costa Rica                               | Miniștri ai relațiilor externe (succesivi)                                                                                      | Arnoldo André Tinoco                                                                           | 8 mai 2022                  |
| Costa Rica                               | Miniștri ai relațiilor externe (succesivi)                                                                                      | Rodolfo Solano                                                                                 | 3 februarie 2020            |
| Croația                                  | Ministru al afacerilor externe și europene                                                                                      | Gordan Grlić Radman                                                                            | 19 iulie 2019               |
| Cuba                                     | Ministru al relațiilor externe                                                                                                  | Bruno Rodríguez Parrilla                                                                       | 2 martie 2009               |
| Danemarca · (vezi și : § 9)              | Miniștri pentru afacerile externe (succesivi)                                                                                   | Lars Løkke Rasmussen                                                                           | 15 decembrie 2022           |
| Danemarca · (vezi și : § 9)              | Miniștri pentru afacerile externe (succesivi)                                                                                   | Jeppe Kofod                                                                                    | 27 iunie 2019               |
| Djibouti                                 | Ministru al afacerilor externe și cooperării internaționale                                                                     | Mahamoud Ali Youssouf                                                                          | 22 mai 2005                 |
| Dominica                                 | Miniștri ai afacerilor externe și ale CARICOM (succesivi)                                                                       | Vince Henderson                                                                                | 12 decembrie 2022           |
| Dominica                                 | Miniștri ai afacerilor externe și ale CARICOM (succesivi)                                                                       | Kenneth Darroux                                                                                | 17 decembrie 2019           |
| Dominicană, Republica                    | Ministru al afacerilor externe                                                                                                  | Roberto Álvarez                                                                                | 16 august 2020              |
| Ecuador                                  | Miniștri ai relațiilor externe și integrării (succesivi)                                                                        | Juan Carlos Holguín                                                                            | 3 ianuarie 2022             |
| Ecuador                                  | Miniștri ai relațiilor externe și integrării (succesivi)                                                                        | Mauricio Montalvo                                                                              | 24 mai 2021                 |
| Egipt                                    | Ministru al afacerilor externe                                                                                                  | Sameh Shoukry                                                                                  | 17 iunie 2014               |
| El Salvador                              | Ministru al relațiilor externe                                                                                                  | Alexandra Hill Tinoco                                                                          | 1 iunie 2019                |
| Elveția                                  | Șeful Departamentului Federal al Afacerilor Externe                                                                             | Ignazio Cassis (președinte)                                                                    | 1 noiembrie 2017            |
| Emiratele Arabe Unite                    | Ministru al afacerilor externe                                                                                                  | Abdullah bin Zayed Al Nahyan                                                                   | 9 februarie 2006            |
| Eritreea                                 | Ministru al afacerilor externe                                                                                                  | Osman Saleh Mohammed                                                                           | 16 aprilie 2007             |
| Estonia · (vezi și : §10)                | Miniștri ai afacerilor externe (succesivi)                                                                                      | Urmas Reinsalu                                                                                 | 18 iulie 2022               |
| Estonia · (vezi și : §10)                | Miniștri ai afacerilor externe (succesivi)                                                                                      | Andres Sutt (interimar)                                                                        | 3 iunie 2022                |
| Estonia · (vezi și : §10)                | Miniștri ai afacerilor externe (succesivi)                                                                                      | Eva-Maria Liimets                                                                              | 22 ianuarie 2021            |
| Eswatini                                 | Ministru al afacerilor externe și cooperării internaționale                                                                     | Thuli Dladla                                                                                   | 2 noiembrie 2018            |
| Etiopia                                  | Ministru al afacerilor externe                                                                                                  | Demeke Mekonnen                                                                                | 8 noiembrie 2020            |
| Fiji                                     | Miniștri pentru afacerile externe (succesivi)                                                                                   | Sitiveni Rabuka (prim-ministru)                                                                | 24 decembrie 2022           |
| Fiji                                     | Miniștri pentru afacerile externe (succesivi)                                                                                   | Frank Bainimarama (prim-ministru)                                                              | 17 aprilie 2020             |
| Filipine                                 | Secretari ai afacerilor externe (succesivi)                                                                                     | Enrique Manalo                                                                                 | 1 iulie 2022                |
| Filipine                                 | Secretari ai afacerilor externe (succesivi)                                                                                     | Teodoro Locsin Jr.                                                                             | 17 octombrie 2018           |
| Finlanda                                 | Ministru al afacerilor externe                                                                                                  | Pekka Haavistoi                                                                                | 6 iunie 2019                |
| Franța · (vezi și : § 6)                 | Miniștri ai Europei și ai Afacerilor Externe (succesivi)                                                                        | Catherine Colonna                                                                              | 21 mai 2022                 |
| Franța · (vezi și : § 6)                 | Miniștri ai Europei și ai Afacerilor Externe (succesivi)                                                                        | Jean-Yves Le Drian                                                                             | 17 mai 2017                 |
| Gabon                                    | Miniștri ai afacerilor externe, cooperării internaționale și francofoniei, însărcinați cu gabonezii din străinătate (succesivi) | Michael Moussa Adamo                                                                           | 8 martie 2022               |
| Gabon                                    | Miniștri ai afacerilor externe, cooperării internaționale și francofoniei, însărcinați cu gabonezii din străinătate (succesivi) | Pacôme Moubelet Boubeya                                                                        | 17 iulie 2020               |
| Gambia                                   | Ministru al afacerilor externe                                                                                                  | Mamadou Tangara                                                                                | 29 iunie 2018               |
| Georgia · (vezi și: § 2)                 | Miniștri ai afacerilor externe (succesivi)                                                                                      | Ilia Darchiashvili                                                                             | 4 aprilie 2022              |
| Georgia · (vezi și: § 2)                 | Miniștri ai afacerilor externe (succesivi)                                                                                      | Davit Zalkaliani                                                                               | 20 iunie 2018               |
| Germania                                 | Ministru al afacerilor externe                                                                                                  | Annalena Baerbock                                                                              | 8 decembrie 2021            |
| Ghana                                    | Ministru al afacerilor externe și integrării regionale                                                                          | Shirley Ayorkor Botchway                                                                       | 28 ianuarie 2017            |
| Grecia                                   | Ministru al afacerilor externe                                                                                                  | Nikos Dendias                                                                                  | 9 iulie 2019                |
| Grenada                                  | Miniștri ai afacerilor externe (succesivi)                                                                                      | Joseph Andall                                                                                  | 30 iunie 2022               |
| Grenada                                  | Miniștri ai afacerilor externe (succesivi)                                                                                      | Oliver Joseph                                                                                  | 5 octombrie 2020            |
| Guatemala                                | Miniștri ai relațiilor externe (succesivi)                                                                                      | Mario Búcaro                                                                                   | 1 februarie 2022            |
| Guatemala                                | Miniștri ai relațiilor externe (succesivi)                                                                                      | Pedro Brolo                                                                                    | 14 ianuarie 2020            |
| Guineea                                  | Ministru al afacerilor externe și guineezilor din străinătate                                                                   | Morissanda Kouyaté                                                                             | 25 octombrie 2021           |
| Guineea-Bissau                           | Ministru al afacerilor externe și cooperării internaționale                                                                     | Suzi Barbosa                                                                                   | 2 martie 2020               |
| Guineea Ecuatorială                      | Ministru al afacerilor extene și cooperării internaționale                                                                      | Simeón Oyono Esono Angue                                                                       | 6 februarie 2018            |
| Guyana                                   | Ministru al afacerilor externe                                                                                                  | Hugh Todd                                                                                      | 5 august 2020               |
| Haiti                                    | Ministru al afacerilor externe                                                                                                  | Jean Victor Généus                                                                             | 24 noiembrie 2021           |
| Honduras                                 | Miniștri ai relațiilor externe (succesivi)                                                                                      | Eduardo Enrique Reina                                                                          | 27 ianuarie 2022            |
| Honduras                                 | Miniștri ai relațiilor externe (succesivi)                                                                                      | Lisandro Rosales                                                                               | 23 iulie 2019               |
| India                                    | Ministru al afacerilor externe                                                                                                  | Subrahmanyam Jaishankar                                                                        | 31 mai 2019                 |
| Indonezia                                | Ministru al afacerilor externe                                                                                                  | Retno Marsudi                                                                                  | 27 octombrie 2014           |
| Iordania                                 | Ministru al afacerilor externe și al expatriaților                                                                              | Ayman Safadi                                                                                   | 15 ianuarie 2017            |
| Irak · (vezi și : § 9)                   | Ministru al afacerilor externe                                                                                                  | Fuad Hussein                                                                                   | 6 iunie 2020                |
| Iran                                     | Ministru al afacerilor externe                                                                                                  | Hossein Amir-Abdollahian                                                                       | 25 august 2021              |
| Irlanda                                  | Miniștri pentru afacerile externe (succesivi)                                                                                   | Micheál Martin                                                                                 | 17 decembrie 2022           |
| Irlanda                                  | Miniștri pentru afacerile externe (succesivi)                                                                                   | Simon Coveney                                                                                  | 14 iunie 2017               |
| Islanda                                  | Ministru pentru afacerile externe                                                                                               | Þórdís Kolbrún R. Gylfadóttir                                                                  | 28 noiembrie 2021           |
| Israel · (vezi și : § 2)                 | Miniștri ai afacerilor externe (succesivi)                                                                                      | Eli Cohen                                                                                      | 26 decembrie 2022           |
| Israel · (vezi și : § 2)                 | Miniștri ai afacerilor externe (succesivi)                                                                                      | Yair Lapid (prim-ministru)                                                                     | 13 iunie 2021               |
| Italia                                   | Miniștri ai afacerilor externe (succesivi)                                                                                      | Antonio Tajani                                                                                 | 22 octombrie 2022           |
| Italia                                   | Miniștri ai afacerilor externe (succesivi)                                                                                      | Luigi Di Maio                                                                                  | 5 septembrie 2019           |
| Jamaica                                  | Ministru al afacerilor externe                                                                                                  | Kamina Johnson Smith                                                                           | 7 martie 2016               |
| Japonia                                  | Ministru al afacerilor externe                                                                                                  | Yoshimasa Hayashi                                                                              | 10 noiembrie 2021           |
| Kazahstan                                | Ministru al afacerilor externe                                                                                                  | Mukhtar Tleuberdi                                                                              | 19 septembrie 2019          |
| Kârgâzstan                               | Miniștri ai afacerilor externe (succesivi)                                                                                      | Jeenbek Kulubayev                                                                              | 22 aprilie 2022             |
| Kârgâzstan                               | Miniștri ai afacerilor externe (succesivi)                                                                                      | Ruslan Kazakbayev                                                                              | 14 octombrie 2020           |
| Kenya                                    | Secretari ai Cabinetului pentru afacerile externe (succesivi)                                                                   | Alfred Mutua                                                                                   | 27 octombrie 2022           |
| Kenya                                    | Secretari ai Cabinetului pentru afacerile externe (succesivi)                                                                   | Raychelle Omamo                                                                                | 14 ianuarie 2020            |
| Kiribati                                 | Ministru pentru afacerile externe și imigrare                                                                                   | Taneti Maamau (președinte)                                                                     | 11 martie 2016              |
| Kuweit                                   | Miniștri ai afacerilor externe (succesivi)                                                                                      | șeic Salem Abdullah Al-Jaber Al-Sabah                                                          | 17 octombrie 2022           |
| Kuweit                                   | Miniștri ai afacerilor externe (succesivi)                                                                                      | șeic Ahmad Nasser Al Muhammad Al Sabah                                                         | 17 decembrie 2019           |
| Laos                                     | Ministru al afacerilor externe                                                                                                  | Saleumxay Kommasith                                                                            | 19 aprilie 2016             |
| Lesotho                                  | Miniștri ai afacerilor externe și relațiilor internaționale (succesivi)                                                         | Lejone Mpotjoane                                                                               | 4 noiembrie 2022            |
| Lesotho                                  | Miniștri ai afacerilor externe și relațiilor internaționale (succesivi)                                                         | Matsepo Ramakoae                                                                               | 21 mai 2020                 |
| Letonia                                  | Ministru al afacerilor externe                                                                                                  | Edgars Rinkēvičs                                                                               | 25 octombrie 2011           |
| Liban                                    | Ministru al afacerilor externe și emigranților                                                                                  | Abdallah Bouhabib                                                                              | 10 septembrie 2021          |
| Liberia                                  | Ministru al afacerilor externe                                                                                                  | Dee-Maxwell Saah Kemayah, Sr                                                                   | 6 octombrie 2020            |
| Libia · (vezi și : § 10)                 | Ministru al afacerilor externe și cooperătii internaționale                                                                     | Najla al-Mangoush (corevendicatoare începând cu 3 martie 2022) (Guvernul de Unitate Națională) | 15 martie 2021              |
| Liechtenstein                            | Ministru al afacerilor externe                                                                                                  | Dominique Hasler                                                                               | 24 martie 2021              |
| Lituania                                 | Ministru al afacerilor externe                                                                                                  | Gabrielius Landsbergis                                                                         | 11 decembrie 2020           |
| Luxemburg                                | Ministru al afacerilor externe și Imgrării                                                                                      | Jean Asselborn                                                                                 | 31 iulie 2004               |
| Macedonia de Nord                        | Ministru al afacerilor externe                                                                                                  | Bujar Osmani                                                                                   | 30 august 2020              |
| Madagascar                               | Miniștri ai afacerilor externe (succesivi)                                                                                      | Léon Jean Richard Rakotonirina (interimar)                                                     | 18 octombrie 2022           |
| Madagascar                               | Miniștri ai afacerilor externe (succesivi)                                                                                      | Richard Randriamandrato                                                                        | 16 martie 2022              |
| Madagascar                               | Miniștri ai afacerilor externe (succesivi)                                                                                      | Patrick Rajoelina                                                                              | 15 august 2021              |
| Malaezia                                 | Miniștri ai afacerilor externe (succesivi)                                                                                      | Zambry Abdul Kadir                                                                             | 3 decembrie 2022            |
| Malaezia                                 | Miniștri ai afacerilor externe (succesivi)                                                                                      | Hishammuddin Hussein                                                                           | 27 august 2021              |
| Malawi                                   | Miniștri ai afacerilor externe și cooperării internaționale (succesivi)                                                         | Nancy Tembo                                                                                    | 28 ianuarie 2022            |
| Malawi                                   | Miniștri ai afacerilor externe și cooperării internaționale (succesivi)                                                         | Eisenhower Mkaka                                                                               | 8 iulie 2020                |
| Maldive                                  | Ministru al afacerilor externe și coperării internaționale                                                                      | Abdulla Shahid                                                                                 | 17 noiembrie 2018           |
| Mali                                     | Ministru al afacerilor externe, cooperării internaționale și integrării                                                         | Abdoulaye Diop                                                                                 | 11 iunie 2021               |
| Malta                                    | Miniștri ai afacerilor externe (succesivi)                                                                                      | Ian Borg                                                                                       | 30 martie 2022              |
| Malta                                    | Miniștri ai afacerilor externe (succesivi)                                                                                      | Evarist Bartolo                                                                                | 15 ianuarie 2020            |
| Maroc · (vezi și : § 2)                  | Ministru al afacerilor externe și cooperării                                                                                    | Nasser Bourita                                                                                 | 5 aprilie 2017              |
| Marshall, Insulele                       | Miniștri ai afacerilor externe (succesivi)                                                                                      | Kitlang Kabua                                                                                  | iunie 2022                  |
| Marshall, Insulele                       | Miniștri ai afacerilor externe (succesivi)                                                                                      | Casten Nemra                                                                                   | 13 ianuarie 2020            |
| Mauritania                               | Ministru al afacerilor externe și cooperării (succesivi)                                                                        | Mohamed Salem Ould Merzoug                                                                     | 30 martie 2022              |
| Mauritania                               | Ministru al afacerilor externe și cooperării (succesivi)                                                                        | Ismail Ould Cheikh Ahmed                                                                       | 11 iunie 2018               |
| Mauritius                                | Ministru al afacerilor externe și integrării regionale                                                                          | Alan Ganoo                                                                                     | 6 februarie 2021            |
| Mexic                                    | Secretar al relațiilor externe                                                                                                  | Marcelo Ebrard                                                                                 | 1 decembrie 2018            |
| Micronezia                               | Secretar al afacerilor externe                                                                                                  | Kandhi Elieisar                                                                                | 4 decembrie 2019            |
| Moldova, Republica (vezi și: § 3 și § 9) | Ministru al afacerilor externe și integrării europene                                                                           | Nicu Popescu                                                                                   | 6 august 2021               |
| Monaco                                   | Miniștri ai relaților externe și cooperării (succesivi)                                                                         | Isabelle Berro-Amadeï                                                                          | 17 ianuarie 2022            |
| Monaco                                   | Miniștri ai relaților externe și cooperării (succesivi)                                                                         | Laurent Anselmi                                                                                | 21 octombrie 2019           |
| Mongolia                                 | Ministru al relațiilor externe                                                                                                  | Batmunkh Battsetseg                                                                            | 29 ianuarie 2021            |
| Mozambic                                 | Ministru al afacerilor externe și cooperării                                                                                    | Verónica Macamo Dlhovo                                                                         | 17 ianuarie 2020            |
| Muntenegru                               | Miniștri ai afacerilor externe și integrării europene (succesivi)                                                               | Dritan Abazović (interimar) (prim ministru)                                                    | 26 octombrie 2022           |
| Muntenegru                               | Miniștri ai afacerilor externe și integrării europene (succesivi)                                                               | Ranko Krivokapić                                                                               | 28 aprilie 2022             |
| Muntenegru                               | Miniștri ai afacerilor externe și integrării europene (succesivi)                                                               | Đorđe Radulović                                                                                | 4 decembrie 2020            |
| Namibia                                  | Ministru al relațiilor internaționale și cooperării                                                                             | Netumbo Nandi-Ndaitwah                                                                         | 4 decembrie 2012            |
| Nauru                                    | Miniștri pentru afacerile externe (succesivi)                                                                                   | Russ Kun (președinte)                                                                          | 29 septembrie 2022          |
| Nauru                                    | Miniștri pentru afacerile externe (succesivi)                                                                                   | Lionel Aingimea (președinte)                                                                   | 28 august 2019              |
| Nepal                                    | Ministru al afacerilor externe                                                                                                  | funcție vacantă                                                                                | 26 decembrie 2022           |
| Nepal                                    | Ministru al afacerilor externe                                                                                                  | Narayan Khadka                                                                                 | 22 septembrie 2021          |
| Nicaragua                                | Ministru al relațiilor externe                                                                                                  | Denis Moncada                                                                                  | 16 ianuarie 2017            |
| Niger                                    | Ministru al afacerilor externe, cooperării, integrării africane și nigerenilor din străinătate                                  | Hassoumi Massoudou                                                                             | 7 aprilie 2021              |
| Nigeria                                  | Ministru al afacerilor externe                                                                                                  | Geoffrey Onyeama                                                                               | 11 noiembrie 2015           |
| Norvegia                                 | Ministru al afacerilor externe                                                                                                  | Anniken Huitfeldt                                                                              | 14 octombrie 2021           |
| Noua Zeelandă · (vezi și : § 7)          | Ministru al afcerilor externe                                                                                                   | Nanaia Mahuta                                                                                  | 6 noiembrie 2020            |
| Oman                                     | Ministru al afacerilor externe                                                                                                  | Sayyid Badr bin Hamad bin Hamood AlBusaidi                                                     | 26 august 2020              |
| Pakistan                                 | Miniștri ai afacerilor externe (succesivi)                                                                                      | Bilawal Bhutto Zardari                                                                         | 27 aprilie 2022             |
| Pakistan                                 | Miniștri ai afacerilor externe (succesivi)                                                                                      | Hina Rabbani Khar (ministru de stat)                                                           | 19 aprilie 2022             |
| Pakistan                                 | Miniștri ai afacerilor externe (succesivi)                                                                                      | funcție vacantă                                                                                | 10 aprilie 2022             |
| Pakistan                                 | Miniștri ai afacerilor externe (succesivi)                                                                                      | Shah Mehmood Qureshi                                                                           | 18 august 2018              |
| Palau                                    | Ministru de stat (pentru afaceri externe)                                                                                       | Gustav Aitaro                                                                                  | 3 septembrie 2021           |
| Panama                                   | Miniștri ai relațiilor externe (succesivi)                                                                                      | Janaina Tewaney Mencomo                                                                        | 10 octombrie 2022           |
| Panama                                   | Miniștri ai relațiilor externe (succesivi)                                                                                      | Erika Mouynes                                                                                  | 2 decembrie 2020            |
| Papua Noua Guinee                        | Miniștri pentru afacerile externe și imigrare (succesivi)                                                                       | Justin Tkatchenko                                                                              | 23 august 2022              |
| Papua Noua Guinee                        | Miniștri pentru afacerile externe și imigrare (succesivi)                                                                       | Soroi Eoe                                                                                      | 20 decembrie 2020           |
| Paraguay                                 | Miniștri ai relațiilor externe (succesivi)                                                                                      | Julio Arriola                                                                                  | 3 mai 2022                  |
| Paraguay                                 | Miniștri ai relațiilor externe (succesivi)                                                                                      | funcție vacantă                                                                                | 29 aprilie 2022             |
| Paraguay                                 | Miniștri ai relațiilor externe (succesivi)                                                                                      | Euclides Acevedo                                                                               | 15 ianuarie 2021            |
| Peru                                     | Miniștri ai relațiilor externe (succesivi)                                                                                      | Ana Cecilia Gervasi                                                                            | 10 decembrie 2022           |
| Peru                                     | Miniștri ai relațiilor externe (succesivi)                                                                                      | funcție vacantă                                                                                | 7 decembrie 2022            |
| Peru                                     | Miniștri ai relațiilor externe (succesivi)                                                                                      | César Landa                                                                                    | 13 septembrie 2022          |
| Peru                                     | Miniștri ai relațiilor externe (succesivi)                                                                                      | Miguel Ángel Rodríguez Mackay                                                                  | 5 august 2022               |
| Peru                                     | Miniștri ai relațiilor externe (succesivi)                                                                                      | César Landa                                                                                    | 1 februarie 2022            |
| Peru                                     | Miniștri ai relațiilor externe (succesivi)                                                                                      | Óscar Maúrtua                                                                                  | 20 august 2021              |
| Polonia                                  | Ministru al afacerilor externe                                                                                                  | Zbigniew Rau                                                                                   | 26 august 2020              |
| Portugalia                               | Miniștri pentru afaceri externe (succesivi)                                                                                     | João Gomes Cravinho                                                                            | 30 martie 2022              |
| Portugalia                               | Miniștri pentru afaceri externe (succesivi)                                                                                     | António Costa (prim ministru)                                                                  | 28 martie 2022              |
| Portugalia                               | Miniștri pentru afaceri externe (succesivi)                                                                                     | Augusto Santos Silva                                                                           | 28 noiembrie 2015           |
| Qatar                                    | Ministru al afacerilor externe                                                                                                  | șeic Mohammed bin Abdulrahman bin Jassim Al Thani                                              | 27 ianuarie 2016            |
| Regatul Unit (vezi și : § 5 șî § 11)     | Secretari de stat pentru afacerile externe și ale Commonwealth-ului și pentru afacerile de dezvoltare (succesivi)               | James Cleverly                                                                                 | 6 septembrie 2022           |
| Regatul Unit (vezi și : § 5 șî § 11)     | Secretari de stat pentru afacerile externe și ale Commonwealth-ului și pentru afacerile de dezvoltare (succesivi)               | Elizabeth Truss                                                                                | 15 septembrie 2021          |
| România                                  | Ministru al afacerilor externe                                                                                                  | Bogdan Aurescu                                                                                 | 24 iulie 2019               |
| Rusia                                    | Ministru al afacerilor externe                                                                                                  | Sergey Lavrov                                                                                  | 9 martie 2004               |
| Rwanda                                   | Ministru al afacerilor externe și cooperării regionale                                                                          | Vincent Biruta                                                                                 | 4 octombrie 2019            |
| Samoa                                    | Ministru al afacerilor externe                                                                                                  | Naomi Mataʻafa (prim-ministru)                                                                 | 24 mai 2021                 |
| San Marino                               | Secretar de stat pentru afacerile externe și politice                                                                           | Luca Beccari                                                                                   | 8 ianuarie 2020             |
| São Tomé și Príncipe                     | Miniștri ai afacerilor externe (succesivi)                                                                                      | Alberto Neto Pereira                                                                           | 14 noiembrie 2022           |
| São Tomé și Príncipe                     | Miniștri ai afacerilor externe (succesivi)                                                                                      | Edite Ten Juá                                                                                  | 16 septembrie 2020          |
| Senegal                                  | Ministru al afacerilor externe și senegalezilor din străinătate                                                                 | Aïssata Tall Sall                                                                              | 1 noiembrie 2020            |
| Serbia · (vezi și : § 2)                 | Miniștri ai afacerilor externe (succesivi)                                                                                      | Ivica Dačić                                                                                    | 23 octombrie 2022           |
| Serbia · (vezi și : § 2)                 | Miniștri ai afacerilor externe (succesivi)                                                                                      | Nikola Selaković                                                                               | 28 octombrie 2020           |
| Seychelles                               | Ministru pentru afacerile externe                                                                                               | Sylvestre Radegonde                                                                            | 16 noiembrie 2020           |
| Sfânta Lucia                             | Ministru pentru afacerile externe                                                                                               | Alva Baptiste                                                                                  | 5 august 2021               |
| Sfântul Cristofor și Nevis               | Miniștri ai afacerilor externe (succesivi)                                                                                      | Denzil Douglas                                                                                 | 13 august 2022              |
| Sfântul Cristofor și Nevis               | Miniștri ai afacerilor externe (succesivi)                                                                                      | Vincent Byron                                                                                  | 10 mai 2022                 |
| Sfântul Cristofor și Nevis               | Miniștri ai afacerilor externe (succesivi)                                                                                      | Mark Brantley                                                                                  | 22 februarie 2015           |
| Sfântul Vincențiu și Grenadinele         | Miniștri ai afacerilor externe (succesivi)                                                                                      | Keisal M. Peters                                                                               | 26 august 2022              |
| Sfântul Vincențiu și Grenadinele         | Miniștri ai afacerilor externe (succesivi)                                                                                      | Ralph Gonsalves (prin ministru)                                                                | 10 noiembrie 2020           |
| Sierra Leone                             | Ministru al afacerilor externe și cooperării internaționale                                                                     | David J. Francis                                                                               | 30 aprilie 2021             |
| Singapore                                | Ministru pentru afacerile externe                                                                                               | Vivian Balakrishnan                                                                            | 1 octombrie 2015            |
| Siria                                    | Ministru al afacerilor externe și expatriaților                                                                                 | Faisal Mekdad                                                                                  | 22 noiembrie 2020           |
| Slovacia                                 | Miniștri ai afacerilor externe și europene (succesivi)                                                                          | Rastislav Káčer                                                                                | 13 septembriee 2022         |
| Slovacia                                 | Miniștri ai afacerilor externe și europene (succesivi)                                                                          | Ivan Korčok                                                                                    | 1 aprilie 2021              |
| Slovenia                                 | Miniștri ai afacerilor externe (succesivi)                                                                                      | Tanja Fajon                                                                                    | 1 iunie 2022                |
| Slovenia                                 | Miniștri ai afacerilor externe (succesivi)                                                                                      | Anže Logar                                                                                     | 13 martie 2020              |
| Solomon, Insulele                        | Ministru al afacerilor externe                                                                                                  | Jeremiah Manele                                                                                | 25 aprilie 2019             |
| Somalia · (vezi și : § 3)                | Miniștri ai afacerilor externe și cooperării internaționale (succesivi)                                                         | Abshir Omar Huruuse                                                                            | 7 august 2022               |
| Somalia · (vezi și : § 3)                | Miniștri ai afacerilor externe și cooperării internaționale (succesivi)                                                         | Balal Mohamed Cusman (interimar)                                                               | 25 mai 2022 - 7 august 2022 |
| Somalia · (vezi și : § 3)                | Miniștri ai afacerilor externe și cooperării internaționale (succesivi)                                                         | Abdisaid Muse Ali                                                                              | 20 noiembrie 2021           |
| Spania · (vezi și : § 11)                | Ministru al afacerilor externe și cooperării                                                                                    | José Manuel Albares                                                                            | 10 iulie 2021               |
| Sri Lanka                                | Miniștri ai afacerilor externe (succesivi)                                                                                      | Ali Sabry                                                                                      | 22 iulie 2022               |
| Sri Lanka                                | Miniștri ai afacerilor externe (succesivi)                                                                                      | Gamini Lakshman Peiris                                                                         | 16 august 2021              |
| Statele Unite ale Americii               | Secretar de stat | Antony Blinken                                                                                 | 26 ianuarie 2021            |
| Sudan                                    | Miniștri ai afacerilor externe (succesivi)                                                                                      | Ali Sadiq Ali (interimar)                                                                      | 19 ianuarie 2022            |
| Sudan                                    | Miniștri ai afacerilor externe (succesivi)                                                                                      | Abdalla Omar Bashir (interimar)                                                                | 1 decembrie 2021            |
| Sudanul de Sud                           | Ministru al afacerilor externe și cooperării internaționale                                                                     | Mayiik Ayii Deng                                                                               | 9 septembrie 2021           |
| Suedia                                   | Miniștri pentru afacerile externe (succesivi)                                                                                   | Tobias Billström                                                                               | 18 octombrie 2022           |
| Suedia                                   | Miniștri pentru afacerile externe (succesivi)                                                                                   | Ann Linde                                                                                      | 10 septembrie 2019          |
| Surinam                                  | Ministru al afacerilor externe                                                                                                  | Albert Ramdin                                                                                  | 16 iulie 2020               |
| Tadjikistan                              | Ministru al afacerilor externe                                                                                                  | Sirodjidin Aslov                                                                               | 29 noiembrie 2013           |
| Tanzania                                 | Miniștri pentru afacerile externe, cooperare internațională și integrare regională (succesivi)                                  | Stergomena Lawrence Tax                                                                        | 3 octombrie 2022            |
| Tanzania                                 | Miniștri pentru afacerile externe, cooperare internațională și integrare regională (succesivi)                                  | Liberata Mulamula                                                                              | 30 martie 2021              |
| Thailanda                                | Ministru al afacerilor externe                                                                                                  | Don Pramudwinai                                                                                | 20 august 2015              |
| Timorul de Est                           | Ministru al afacerilor externe și cooperării                                                                                    | Adaljiza Magno                                                                                 | 24 iunie 2020               |
| Togo                                     | Ministru al afacerilor externe și cooperării                                                                                    | Robert Dussey                                                                                  | 17 septembrie 2013          |
| Tonga                                    | Ministru pentru afacerile externe                                                                                               | Fekitamoeloa ʻUtoikamanu                                                                       | 28 decembrie 2021           |
| Trinidad și Tobago                       | Ministru al afacerilor externe                                                                                                  | Amery Browne                                                                                   | 19 august 2020              |
| Tunisia                                  | Ministru al afacerilor externe                                                                                                  | Othman Jerandi                                                                                 | 2 septembrie 2020           |
| Turcia                                   | Ministru al afacerilor externe                                                                                                  | Mevlüt Çavușoğlu                                                                               | 24 noiembrie 2015           |
| Turkmenistan                             | Ministru al afacerilor externe                                                                                                  | Rașit Meredow                                                                                  | 7 iulie 2001                |
| Tuvalu                                   | Ministru pentru afacerile externe                                                                                               | Simon Kofe                                                                                     | 19 septembrie 2019          |
| Țările de Jos                            | Miniștri ai afacerilor externe (succesivi)                                                                                      | Wopke Hoekstra                                                                                 | 10 ianuare 2022             |
| Țările de Jos                            | Miniștri ai afacerilor externe (succesivi)                                                                                      | Ben Knapen                                                                                     | 24 septembrie 2021          |
| Ucraina · (vezi și : § 2)                | Ministru al afacerilor externe                                                                                                  | Dmytro Kuleba                                                                                  | 4 februarie 2020            |
| Uganda                                   | Ministru al afacerilor externe                                                                                                  | Jeje Odongo                                                                                    | 21 iunie 2021               |
| Ungaria                                  | Ministru al afacerilor externe                                                                                                  | Péter Szijjártó                                                                                | 23 septembrie 2014          |
| Uruguay                                  | Ministru al relațiilor externe                                                                                                  | Francisco Bustillo                                                                             | 6 iulie 2020                |
| Uzbekistan                               | Miniștri ai afacerilor externe (succesivi)                                                                                      | Bakhtiyor Saidov (interimar)                                                                   | 30 decembrie 2022           |
| Uzbekistan                               | Miniștri ai afacerilor externe (succesivi)                                                                                      | Vladimir Norov ,                                                                               | 27 aprilie 2022             |
| Uzbekistan                               | Miniștri ai afacerilor externe (succesivi)                                                                                      | Abdulaziz Komilov                                                                              | 13 ianuarie 2012            |
| Vanuatu                                  | Miniștri pentru afacerile externe (succesivi)                                                                                   | Jotham Napat                                                                                   | 4 noiembrie 2022            |
| Vanuatu                                  | Miniștri pentru afacerile externe (succesivi)                                                                                   | Mark Ati                                                                                       | 20 aprilie 2020             |
| Vatican / Sfântul Scaun                  | Secretar pentru relațiile cu statele                                                                                            | Paul Gallagher (Sfântul Scaun)                                                                 | 8 noiembrie 2014            |
| Venezuela                                | Miniștri ai puterii populare pentru afacerile externe (succesivi)                                                               | Carlos Faría                                                                                   | 16 mai 2022                 |
| Venezuela                                | Miniștri ai puterii populare pentru afacerile externe (succesivi)                                                               | Félix Plasencia                                                                                | 19 august 2021              |
| Vietnam                                  | Ministru al afacerilor externe                                                                                                  | Bùi Thanh Sơn                                                                                  | 8 aprilie 2021              |
| Yemen · (vezi și : § 10)                 | Ministru al afacerilor externe                                                                                                  | Ahmad Awad Bin Mubarak (corevendicator începând cu 18 decembrie 2020)                          | 18 decembrie 2020           |
| Zambia                                   | Ministru al afacerilor externe                                                                                                  | Stanley Kakubo                                                                                 | 7 septembrie 2021           |
| Zimbabwe                                 | Ministru al afacerilor externe                                                                                                  | Frederick Shava                                                                                | 8 februarie 2021            |

## State independente recunoscute parțial
| Statul                                     | Separat din                                 | Funcția | Numele                   | Începând cu        |
| ------------------------------------------ | ------------------------------------------- | --- | ------------------------ | ------------------ |
| Abhazia                                    | Georgia                                     | Ministru pentru afacerile externe                                                                                 | Inal Ardzinba            | 17 noiembrie 2021  |
| Ciprul de Nord                             | Cipru                                       | Miniștri ai afacerilor externe (succesivi)                                                                        | Tahsin Ertuğruloğlu      | 25 aprilie 2022    |
| Ciprul de Nord                             | Cipru                                       | Miniștri ai afacerilor externe (succesivi)                                                                        | Hasan Taçoy              | 21 februarie 2022  |
| Ciprul de Nord                             | Cipru                                       | Miniștri ai afacerilor externe (succesivi)                                                                        | Tahsin Ertuğruloğlu      | 9 decembrie 2020   |
| Donețk, Republica Populară (vezi și : §3)  | Ucraina                                     | administrație desființată                                                                                         |                          | 5 octombrie 2022   |
| Donețk, Republica Populară (vezi și : §3)  | Ucraina                                     | Ministru al afacerilor externe                                                                                    | Natalya Nikonorova ,     | 22 februarie 2016  |
| Kosovo                                     | Serbia                                      | Ministru al afacerilor externe                                                                                    | Donika Gërvalla          | 22 martie 2021     |
| Lugansk, Republica Populară (vezi și : §3) | Ucraina                                     | administrație desființată                                                                                         |                          | 5 octombrie 2022   |
| Lugansk, Republica Populară (vezi și : §3) | Ucraina                                     | Ministru al afacerilor externe                                                                                    | Vladislav Deinevo ,      | 12 septembrie 2017 |
| Osetia de Sud – Alania                     | Georgia                                     | Miniștri ai afacerilor externe (succesivi)                                                                        | Akhsar Dzhioev           | 15 august 2022     |
| Osetia de Sud – Alania                     | Georgia                                     | Miniștri ai afacerilor externe (succesivi)                                                                        | Dmitry Medoyev ,         | 25 mai 2017        |
| Statul Palestina (vezi și : § 4)           | Israel · Autoritatea Națională Palestiniană | Șeful Départementului Relațiilor Internaționale al Comitetului Executiv al Organizației de Eliberare a Palestinei | Ziad Abu Amr             | 2 august 2018      |
| Sahara occidentală                         | Maroc                                       | Ministru al afacerilor externe                                                                                    | Mohamed Salem Ould Salek | 21 ianuarie 1998   |
| Taiwan                                     | China                                       | Ministru al afacerilor externe                                                                                    | Joseph Wu                | 26 februarie 2018  |

## State independente nerecunoscute
| Statul                                     | Separat din        | Funcția                                                     | Numele               | Începând cu        |
| ------------------------------------------ | ------------------ | ----------------------------------------------------------- | -------------------- | ------------------ |
| Republica Artsakh                          | Azerbaidjan        | Ministru al afacerilor externe                              | David Babayan        | 4 ianuarie 2021    |
| Donețk, Republica Populară (vezi și : §2)  | Ucraina            | independența recunoscutǎ de Rusia                           |                      | 21 februarie 2022  |
| Donețk, Republica Populară (vezi și : §2)  | Ucraina            | Ministru al afacerilor externe                              | Natalya Nikonorova , | 22 februarie 2016  |
| Lugansk, Republica Populară (vezi și : §2) | Ucraina            | independența recunoscutǎ de Rusia                           |                      | 21 februarie 2022  |
| Lugansk, Republica Populară (vezi și : §2) | Ucraina            | Ministru al afacerilor externe                              | Vladislav Deinevo ,  | 12 septembrie 2017 |
| Somaliland                                 | Somalia            | Ministru al afacerilor externe și cooperării internaționale | Essa Kayd            | 2 septembrie 2021  |
| Transnistria                               | Moldova, Republica | Ministru al afacerilor externe                              | Vitaly Ignatyev      | 14 septembrie 2015 |

## Entități cu statut apropiat de cel de stat
| Entitate                                           | Funcție                                                                                   | Nume                             | Începând cu       |
| -------------------------------------------------- | ----------------------------------------------------------------------------------------- | -------------------------------- | ----------------- |
| Ordinul de Malta                                   | Mari Cancelari (succesivi)                                                                | Riccardo Paternò di Montecupo    | 1 septembrie 2022 |
| Ordinul de Malta                                   | Mari Cancelari (succesivi)                                                                | Albrecht Freiherr von Boeselager | 28 ianuarie 2017  |
| Autoritatea Națională Palestiniană (vezi și : § 2) | Ministru al afacerilor externe                                                            | Riyad al-Maliki                  | 1 septembrie 2007 |
| Uniunea Europeană                                  | Înalt Reprezentant ai Unuinii Europene pentru afacerile externe și politica de securitate | Josep Borrell                    | 1 noiembrie 2019  |

## Teritorii britanice de peste mări și dependențe ale coroanei britanice
| Teritoriu | Suveranitate      | Funcția                                                                 | Numele           | Începând cu       |
| --------- | ----------------- | ----------------------------------------------------------------------- | ---------------- | ----------------- |
| Gibraltar | Marea Britanie    | Ministru pentru acțiune externǎ                                         | Joseph Garcia    | 21 octombrie 2019 |
| Guernsey  | Coroana britanică | Conducător pentru relațiile externe (ministru pentru relațiile externe) | Jonathan Le Tocq | 6 mai 2016        |
| Jersey    | Coroana britanică | Miniștri pentru relațiile externe (succesivi)                           | Philip Ozouf     | 11 iulie 2022     |
| Jersey    | Coroana britanică | Miniștri pentru relațiile externe (succesivi)                           | Ian Gorst        | 7 iunie 2018      |

## Departamente și colectivități de peste mări și teritorii cu statut special franceze
| Teritoriu          | Suveranitate | Funcția                  | Numele         | Începând cu        |
| ------------------ | ------------ | ------------------------ | -------------- | ------------------ |
| Noua Caledonie     | Franța       | Președinte al guvernului | Louis Mapou    | 8 iulie 2021       |
| Polinezia Franceză | Franța       | Președinte               | Édouard Fritch | 12 septembrie 2014 |

## Dependințe și teritorii speciale ale Noii-Zeelande
| Teritoriu      | Suveranitate  | Funcția                                      | Numele                     | Începând cu      |
| -------------- | ------------- | -------------------------------------------- | -------------------------- | ---------------- |
| Cook, Insulele | Noua Zeelandă | Ministru al afacerilor externe și imigrației | Mark Brown (prim-ministru) | 8 octombrie 2020 |
| Niue, Insule   | Noua Zeelandă | Ministru al Agențiilor Centrale              | Dalton Tagelagi (premier)  | 11 iunie 2020    |
| Tokelau        | Noua Zeelandă | Șefi ai guvernului (succesivi)               | Siopili Perez              | 19 mai 2022      |
| Tokelau        | Noua Zeelandă | Șefi ai guvernului (succesivi)               | Kelihiano Kalolo           | 9 martie 2021    |

## Teritorii speciale ale Statelor Unite ale Americii
| Teritoriu  | Suveranitate               | Funcția          | Numele            | Începând cu   |
| ---------- | -------------------------- | ---------------- | ----------------- | ------------- |
| Porto Rico | Statele Unite ale Americii | Secretar de stat | Omar Marrero Díaz | 13 iulie 2021 |

## Alte teritorii nesuverane
| Teritoriu           | Suveranitate       | Funcția                                    | Numele                                 | Începând cu        |
| ------------------- | ------------------ | ------------------------------------------ | -------------------------------------- | ------------------ |
| Feroe, Insulele     | Danemarca          | Miniștri ai afacerilor externe (succesivi) | Høgni Hoydal                           | 22 decembrie 2022  |
| Feroe, Insulele     | Danemarca          | Miniștri ai afacerilor externe (succesivi) | Bárður á Steig Nielsen (prim-ministru) | 8 noiembrie 2022   |
| Feroe, Insulele     | Danemarca          | Miniștri ai afacerilor externe (succesivi) | Jenis av Rana                          | 16 septembrie 2019 |
| Găgăuzia            | Moldova, Republica | Șeful Departamentului Relațiilor Externe   | Vitaliy Vlah                           | 30 aprilie 2015    |
| Groenlanda          | Danemarca          | Miniștri ai afacerilor externe (succesivi) | Vivian Motzfeldt                       | 5 aprilie 2022     |
| Groenlanda          | Danemarca          | Miniștri ai afacerilor externe (succesivi) | Múte Bourup Egede (prim-ministru)      | 27 septembrie 2021 |
| Kurdistanul Irakian | Irak               | Șeful Departamentului de Relații Externe   | Safeen Muhsin Dizayee                  | iulie 2019         |

## Guverne în exil și / sau alterantive
| Entitate                                    | Suveranitate recunoscută internațional (Statut) | Funcția                                                                      | Numele                                                      | Începând cu       |
| ------------------------------------------- | --- | ---------------------------------------------------------------------------- | ----------------------------------------------------------- | ----------------- |
| Republica Islamică Afganistan               | Emiratul Islamic Afganistan (Guvernul în exil al Republicii Islamice Afganistan creat de Frontul Rezistenței Naționale al Afganistanului, alianță anti-Taliban) | Șeful organismului pentru relații externe al Frontului Rezistenței Naționale | Ali Maisam Nazary                                           | ?                 |
| Belarus                                     | Belarus · Administrația Popularǎ Anticrizǎ · (Organizație de tip guvern din umbrǎ)                                                                              | Responsabil pentru politica externǎ                                          | Vladzimir Astapenka                                         | septembrie 2022   |
| Belarus                                     | Belarus · Administrația Popularǎ Anticrizǎ · (Organizație de tip guvern din umbrǎ)                                                                              | Responsabil pentru politica externǎ și comerț                                | funcție înlocuită                                           | septembrie 2022   |
| Belarus                                     | Belarus · Administrația Popularǎ Anticrizǎ · (Organizație de tip guvern din umbrǎ)                                                                              | Responsabil pentru politica externǎ și comerț                                | Anatoly Kotov                                               | 26 octombrie 2020 |
| Belarus                                     | Belarus · Cabinetul Unit de Tranziție · (Guvern alternativ ȋn exil)                                                                                             | Membru al cabinetului pentru relații externe                                 | Valery Kavaleuski                                           | 9 august 2022     |
| Guvernul de Unitate Națională al Birmaniei  | Birmania · (Guvern alternatv provizoriu constituit de Comitetului reprezentȃnd Pyidaungsu Hluttaw (Adunarea Uniunii) al Birmaniei și grupuri politice aliate)   | Ministru al afacerilor externe                                               | Zin Mar Aung , (corevendicatoare ȋncepȃnd cu 2 martie 2021) | 16 aprilie 2021   |
| Guvernul Alternativ al Estoniei             | Estonia · Guvern „în exil” care se consideră succesor al guvernului în exil din timpul ocupației sovietice                                                      | Ministru al afacerilor externe                                               | Toomas Mathiesen                                            | 8 iulie 2019      |
| Guvernului Stabilității Naționale al Libiei | Libia · (Guvern alternativ aprobat de Camera Reprezentanților din Libia și susținut de Armata Națională Libiană)                                                | Ministru al afacerilor externe și cooperătii internaționale                  | Hafez Kaddour (corevendicator începând cu 3 martie 2022)    | 3 martie 2022     |
| Administrația Centrală Tibetană             | China (Guvern în exil) | Kalon (ministru) al informațiilor și relațiilor internaționale               | Norzin Dolma                                                | 10 noiembrie 2021 |
| Guvernul Salvǎrii Naționale al Yemenului    | Yemen · (Guvern alternativ instituit de Consiliului Politic Suprem instalat de rebelii zaidiști Ansar Allah sau Houthis și aliații lor)                         | Ministru al afacerilor externe                                               | Hisham Abdullah (corevendicator din 28 noiembrie 2016)      | 28 noiembrie 2016 |
| Consiliul de Tranziție al Sudului Yemenului | Yemen | Director al Direcției Generale pentru Afaceri Externe                        | Mohammed al-Ghaithi                                         | 11 mai 2017       |

## Diviziuni administrative autonome
Au fost prezentate doar diviziunile administrative care au în cadrul guvernului local portofoliul de ministru al afacerilor externe sau echivalent
| Diviziune                                          | Aparține de  | Funcția                                                            | Numele                          | Începând cu        |
| -------------------------------------------------- | ------------ | ------------------------------------------------------------------ | ------------------------------- | ------------------ |
| Regiunea Capitalei Bruxelles                       | Belgia       | Secretar de stat pentru afaceri europene și internaționale         | Pascal Smet                     | 20 iulie 2019      |
| Cantabria                                          | Spania       | Consilier pentru acțiune externă                                   | Paula Fernández Viaña           | 29 iunie 2019      |
| Catalonia                                          | Spania       | Consiliere pentru acțiune externă și Uniunea Europeană (succesive) | Meritxell Serret                | 10 octombrie 2022  |
| Catalonia                                          | Spania       | Consiliere pentru acțiune externă și Uniunea Europeană (succesive) | Victòria Alsina Burgués         | 26 mai 2021        |
| Comunitatea Francezǎ (Federația Valonia-Bruxelles) | Belgia       | Ministru prezident                                                 | Pierre-Yves Jeholet             | 13 septembrie 2019 |
| Flandra                                            | Belgia       | Ministru pentru politica externă                                   | Jan Jambon (ministru prezident) | 2 octombrie 2019   |
| Québec                                             | Canada       | Miniștri ai relațiilor internaționale și francofoniei (succesivi)  | Martine Biron                   | 20 octombrie 2022  |
| Québec                                             | Canada       | Miniștri ai relațiilor internaționale și francofoniei (succesivi)  | Nadine Girault                  | 18 octombrie 2018  |
| Scoția                                             | Regatul Unit | Secretar al Cabinetului pentru afacerile externe                   | Angus Robertson                 | 21 mai 2021        |
| Valonia                                            | Belgia       | Ministru prezident                                                 | Elio Di Rupo                    | 13 septembrie 2019 |
| Țara Galilor                                       | Regatul Unit | Prim ministru                                                      | Mark Drakeford                  | 8 octombrie 2020   |